# Eria fimbriloba
Eria fimbriloba är en orkidéart som beskrevs av Johannes Jacobus Smith. Eria fimbriloba ingår i släktet Eria och familjen orkidéer. Inga underarter finns listade i Catalogue of Life.